# 葉媚
葉媚（ようび、YOBI、8月20日 - ） は、台湾桃園市出身で、女優、女性ファッションモデル。
バークインスタイル所属。

## 略歴
2014年、京都精華大学 デザイン学部・イラストコースを卒業後、就職と同時に上京。
2015年、モデル活動を開始。デビュー作は 森翔太「最高の出会い」。
2017年、女優としては村田唯監督作品「デゾレ」で初映画・初主演。MOOSIC LAB 2017 コンペティション【短編部門】審査員特別賞・ベストミュージシャン賞（円庭鈴子）・女優賞（葉媚）を受賞。映画『閃光』(石橋夕帆)主演。
2018年、映画『ビューティフル、グッバイ』主演。門真国際映画祭2019にて最優秀主演女優賞ノミネート。
映画『メイリンの決めたこと』(鯨岡弘識監督)主演。映画『おろかもの』小梅役として出演。